# BOAR (cohete)
El Bombardment Aircraft Rocket (en español: Cohete de Bombardeo Aéreo), también conocido como BOAR (Jabalí), o también Bureau of Ordnance Aircraft Rocket (Oficina de Artillería Cohete para Avión), y oficialmente cohete de 30.5-Pulgadas, Mark 1, Mod 0, era un cohete aire-superficie no guiado desarrollado por la Estación de Pruebas de Artillería Naval de la Armada de Estados Unidos durante la década de los años 1950. La intención era proporcionar una capacidad nuclear de lanzamiento a distancia a los aviones basados en portaaviones, el cohete entró en servicio operacional en el año 1956, y permaneció en servicio hasta el año 1963.

## Diseño y desarrollo
Siguiendo una especificación desarrollada durante 1951, el desarrollo del cohete BOAR fue comenzado en 1952 en la Naval Ordnance Test Station (NOTS) (en español: Estación de Pruebas de Artillería Naval), localizada en China Lake, California. El proyecto tenía la intención de proporcionar un medio simple de extender la distancia de lanzamiento de las armas nucleares lanzadas usando la técnica de bombardeo por lanzamiento, ya que algunos de los aviones más lentos aún encaraban condiciones de escape marginales cuando lanzaban bombas de caída libre normales incluso con el uso de esta técnica.
El cohete que surgió del proceso de desarrollo usaba un único motor de cohete de combustible sólido aunado a la ojiva nuclear W7, que tenía una potencia de 20 KTon. Este le proporcionaba una distancia de lanzamiento de 7,5 millas (12 km) cuando era liberada durante una fuerte elevación, luego el avión completaba la parte de la retirada del loft-bombing para escapar a la explosión, el cohete, careciendo de un sistema de guía, seguiría una trayectoria balística hasta impactar después de completar el agotamiento del motor del cohete.

## Historia operacional

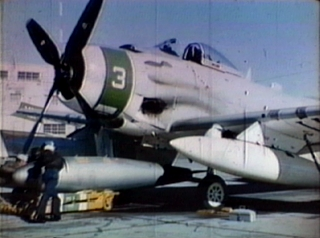
Un BOAR siendo cargado en un AD-7 Skyraider

El BOAR entró en vuelos de prueba en el año 1953, donde probo ser satisfactorio. Se realizaron veinte lanzamientos de prueba durante el curso de 1955 sin una sola falla, y en 1956 el cohete entró en servicio operacional. Una variedad de aviones podía usar el BOAR operacionalmente pero era usado principalmente por el AD Skyraider, el avión con armamento nuclear más lento del inventario de la Armada.
El BOAR se pensó como un arma provisional hasta que un desarrollo más avanzado, el misil Hopi, entrara en vuelos de prueba durante 1958. Sin embargo, el Hopi, no llegó a entrar en producción y el BOAR permaneció como la única arma nuclear aire-superficie de lanzamiento a distancia en servicio de la Armada.
225 unidades del cohete BOAR fueron producidas por la NOTS. En servicio, el cohete probó ser poco popular con los pilotos de los aviones designados para llevarlos: la maniobra de bombardeo por lanzamiento, llamada el "bucle del idiota", era considerada peligrosa. Para el año 1963, temas de mantenimiento con el motor cohete de combustible sólido estaban probando ser serios, y el cohete fue retirado del inventario durante ese año.

## Referencias

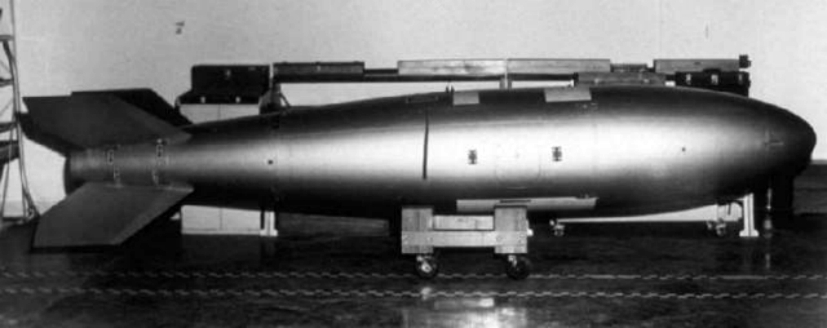
BOAR en una carretilla de manejo